# Гуди
Гуди, гудай, гудаси (лит. Gudai, Gudas, біл. Ґуды, Ґудай, Ґудасы) — одна з сучасних та стародавня традиційна литовська назва білорусів. У XIX ст. існували також інші значення цього терміна: так жителі Пруссії називали жемайтів, та й інших своїх південних сусідів — литвинів, аукштайтів, поляків, русинів. Слово «гудай» в білоруській мові означає стародавній народ, древній і старожитній народ.

## Походження
Слово це відоме зі збережених письмових джерел XV ст.. Найбільш поширеним є погляд, що слово гуди походить від назви народу готів, або від жителів острова Готланд. Ймовірно, балти засвоїли цю назву в II—III ст. н. е., коли готи просувалися з регіону Повіслення в Північне Причорномор'я. Їхні шляхи йшли по території Польщі, уздовж сучасних білоруських земель, і з плином часу назва гуди була перенесена з готів на інші сусідні народи, поки нарешті, на початку XX ст. не закріпилося за білорусами. У XIX ст. жемайти називали гудами росіян. Від етноніма гуди, або відповідних антропонімів, походить й назва ряду населених пунктів у Білорусі (близько 15 на кордоні з Литвою, близько 150 на всій території Латвії та Польщі).
Нині ж у литовській мові замість слова «Gudai» для позначення білорусів застосовується «Baltarusiai».
Топонімічні форми: Гуды, Гудыма, Гудзелі, Гудзишки, Гудавщина, Гудаловка, Гудоніс, Гудагай, Гудзенай тощо.